# Minibidion craspedum
Minibidion craspedum là một loài bọ cánh cứng trong họ Cerambycidae.